# Tofte
Tofte är en tätort i Askers kommun i Akershus fylke i sydöstra Norge. Orten hade 3 042 invånare 2011. Den tillhörde fram till 2019 Hurums kommun i Buskerud fylke.